# Tlazazalca
Tlazazalca es una localidad mexicana de estado de Michoacán, cabecera del municipio homónimo.

## Toponimia
Su nombre significa ‘lugar arcilloso’. Es considerado uno de los pueblos más antiguos de Michoacán. Fue fundado por tribus aztecas y posteriormente, al ensancharse el señorío purépecha, fue incorporado al mismo. Esta pequeña villa es más anciana que muchas otras ciudades grandes, incluida Guadalajara.

## Historia
En el año 1524 la región de Tlazazalca era atendida en cuanto al culto y a la doctrina a costa del encomendero.
En 1534 pasó a ser tributaria de la Corona Española, siendo el primer pueblo que deja de ser encomienda antes de las leyes nuevas que decretaron el fin de las encomiendas.
Fue durante 1545 que Tlazazalca es fundada oficialmente por el gran constructor de hospitales, el franciscano español Fray Juan de San Miguel.
En 1570 esta población era cabeza de una de las 59 parroquias del Obispado de Michoacán.
En 1592 el gobierno español se encontraba establecido en esta región. Los vecinos trasladaron la población al lugar donde don Vasco de Quiroga fundó un curato secular, cuyo ministro se encargaba de muchos pueblos a la redonda. Tlazazalca fue designado cabecera de Alcaldía Mayor y se constituyó en «República de Indios».
En el año 1650 la jurisdicción de Tlazazalca era cabecera que administraba comunidades situadas hasta 65 km de distancia; abarcaba los actuales municipios de Purépero, Churintzio, Zináparo, Penjamillo, La Piedad, Ecuandureo, Tanhuato, Atacheo y parte de Zamora.
Fue en 1707 que ocurrió un tumulto en este lugar, al mandar el alcalde mayor a azotar y rapar al gobernador de los naturales, provocando con ello una rebelión.
Durante 1746 el gobernador de los naturales residía en Tlazazalca y el alcalde mayor en La Piedad.
El 21 de noviembre de 1810 el Sr. cura Don Miguel Hidalgo y Costilla, en la ruta que siguió de Valladolid a Guadalajara, atravesó comunidades del municipio de Tlazazalca.
Fue en 1811 que se libró la Batalla de Urepetiro entre las fuerzas realistas y los insurgentes, perdiendo la contienda estos últimos.
En la Ley Territorial de 1831 se constituyó como municipio y fue cabecera de partido. Durante la guerra de independencia, los embates que sucedieron casi destruyeron la población.
En los primeros años de independencia, se sabe que los habitantes de Tlazazalca eran labradores y arrieros, y que vivían en sus tierras de labranza. Producían maíz y trigo y se dedicaban poco al comercio.
En 1862 aparece como cabecera de partido del Departamento de Zamora que estaba compuesto por Penjamillo, Purépero, Chilchota y por el propio municipio de Tlazazalca.
Al desaparecer los distritos, en 1930 formó parte del ex distrito de Zamora y en 1941 se constituye como uno de los 102 municipios del Estado, al adoptarse el municipio libre, como cédula básica de la organización política y administrativa del Estado.
Entre los monumentos históricos de Tlazazalca, están la Parroquia de San Nicolás Tolentino y la Parroquia de Santa María.

## Demografía
Según los datos registrados en el censo de 2020, la localidad cuenta con 3002 habitantes, lo que representa un decrecimiento promedio de -0.74 % anual en el período 2010-2020 sobre la base de los 3228 habitantes registrados en el censo anterior. Ocupa una superficie de 3.476 km², lo que determina al año 2020 una densidad de 863,8 hab/km². El 47.8 % (1436 personas) son hombres y el 52.2 % (1566 personas) son mujeres. El 60 % de la población tiene edades comprendidas entre los 15 y los 64 años.
| Gráfica de evolución demográfica de Tlazazalca entre 1900 y 2020                                            |
| |
| Población de los censos y conteos del Instituto Nacional de Estadística y Geografía (INEGI) de 1900 a 2020. |

La población de Tlazazalca está mayoritariamente alfabetizada (7.10 % de personas mayores de 15 años analfabetas, según relevamiento del año 2020), con un grado de escolaridad en torno a los 6.5 años. Solo el 0.40 % se reconoce como indígena. El 92.4 % de los habitantes de Tlazazalca profesa la religión católica.
En el año 2010 estaba clasificada como una localidad de grado medio de vulnerabilidad social. Según el relevamiento realizado, 1814 personas de 15 años o más no habían completado la educación básica —carencia conocida como rezago educativo—, y 2143 personas no disponían de acceso a la salud.

## Personas ilustres
Agustín Magaña Méndez (1887-1982). Fue autor, presbítero maestro del Seminario de Zamora, profesor de Historia y Lenguas, y traductor de la biblia católica y otras obras eclesiásticas. Realizó la donación del actual edificio que ocupa el Colegio Particular Pacelli que es administrado por la Congregación de las hermanas de la Veracruz hijas de la iglesia.

## Festividades
- Fiesta religiosa de Corpus Christi.
- 29 de septiembre, celebración en honor a San Miguel, patrono de la parroquia.

## Monumentos históricos
- Parroquia a San Miguel Arcángel.